# BiCMOS
BiCMOS는 바이폴라 CMOS(Bipolar CMOS)의 약자로, 접합형 트랜지스터와 CMOS(상보형 MOSFET) 논리 회로의 두 가지 반도체 기술을 단일 집적 회로에 통합한 반도체 기술이다. 최근에는 실리콘-게르마늄 접합을 이용한 고이동도 소자를 포함하도록 바이폴라 공정이 확장되었다.
바이폴라 트랜지스터는 고속, 고이득, 낮은 출력 임피던스를 제공하며, 소자당 전력 소모는 상대적으로 높지만, 소수의 활성 소자만 사용하는 저잡음 무선주파수(RF) 증폭기를 포함한 고주파 아날로그 증폭기에 매우 적합하다. 반면, CMOS 기술은 높은 입력 임피던스를 제공하며, 대규모의 저전력 논리 회로를 구축하는 데 매우 적합하다. BiCMOS 공정에서는 도핑 프로파일 및 기타 공정 특성을 CMOS 또는 바이폴라 소자에 유리하도록 조정할 수 있다. 예를 들어, 글로벌파운드리스는 기본 180nm BiCMOS7WL 공정 및 다양한 방식으로 최적화된 여러 BiCMOS 공정을 제공한다. 이러한 공정에는 정밀 저항기, 고Q RF 유도자 및 축전기를 칩에 증착하는 단계도 포함되며, 이는 "순수" CMOS 로직 설계에는 필요하지 않다.
BiCMOS는 아날로그-디지털 변환회로와 같은 혼성 신호 집적 회로 및 칩에 증폭기, 아날로그 전원 관리 회로 및 논리 게이트가 필요한 완전한 소프트웨어 정의 라디오 시스템 온 칩을 대상으로 한다. BiCMOS는 디지털 인터페이스 제공에 몇 가지 이점이 있다. BiCMOS 회로는 각 유형의 트랜지스터 특성을 가장 적절하게 사용한다. 일반적으로 이는 칩 내 전원 조정기와 같은 고전류 회로는 효율적인 제어를 위해 MOSFET을 사용하고, '논리 바다(sea of logic)'는 기존 CMOS 구조를 사용하는 반면, 이미터-결합 논리 분배기 및 저잡음 증폭기와 같은 특정 고성능 회로의 일부는 바이폴라 소자를 사용한다는 것을 의미한다. 예로는 RF 발진기, 밴드갭 기반 레퍼런스 및 저잡음 회로가 있다.
슈퍼스파크, 펜티엄 및 펜티엄 프로 마이크로프로세서도 BiCMOS를 사용했지만, 점점 더 작은(0.35μm) 공정으로 설계되고 더 낮은 전압에서 작동하는 펜티엄 II부터는 바이폴라 트랜지스터가 이러한 종류의 응용 분야에서 성능 이점을 제공하지 않아 제거되었다.

## 단점
BiCMOS 제조는 대량 생산 시 매우 저렴하다는 CMOS 제조의 일부 이점을 직접적으로 이전받지 않는다. BJT 및 MOS 공정 구성 요소를 모두 최적화하는 것이 많은 추가 제조 단계를 추가하지 않고는 불가능하며, 그 결과 공정 비용이 증가하고 수율이 감소하는 내재적인 어려움이 발생한다. 마지막으로, 고성능 로직 분야에서 BiCMOS는 대기 누설 전류가 더 높을 가능성 때문에 CMOS 단독으로 최적화된 파운드리 공정만큼 낮은 전력 소비를 제공하지 못할 수 있다.